# Parmellops etheridgei
Parmellops etheridgei är en snäckart som först beskrevs av Brazier 1889.  Parmellops etheridgei ingår i släktet Parmellops och familjen Helicarionidae. Inga underarter finns listade i Catalogue of Life.